# Van Horn
Van Horn és una població dels Estats Units a l'estat de Texas. Segons el cens del 2000 tenia 2.435 habitants.

## Demografia
Segons el cens del 2000, Van Horn tenia 2.435 habitants, 834 habitatges, i 652 famílies. La densitat de població era de 326,4 habitants per km².
Dels 834 habitatges en un 41,5% hi vivien nens de menys de 18 anys, en un 58,4% hi vivien parelles casades, en un 15,6% dones solteres, i en un 21,8% no eren unitats familiars. En el 19,3% dels habitatges hi vivien persones soles el 7,7% de les quals corresponia a persones de 65 anys o més que vivien soles. El nombre mitjà de persones vivint en cada habitatge era de 2,91 i el nombre mitjà de persones que vivien en cada família era de 3,35.
Per edats la població es repartia de la següent manera: un 33,6% tenia menys de 18 anys, un 7,9% entre 18 i 24, un 25,2% entre 25 i 44, un 22,2% de 45 a 60 i un 11,2% 65 anys o més.
L'edat mediana era de 32 anys. Per cada 100 dones de 18 o més anys hi havia 92,4 homes.
La renda mediana per habitatge era de 24.432 $ i la renda mediana per família de 26.611 $. Els homes tenien una renda mediana de 21.336 $ mentre que les dones 14.259 $. La renda per capita de la població era de 10.772 $. Aproximadament el 24,3% de les famílies i el 28,7% de la població estaven per davall del llindar de pobresa.

## Poblacions més properes
El següent diagrama mostra les poblacions més properes.